# Étienne Daguinos
Étienne Daguinos, né le 15 février 2000 à Saint-Germain-en-Laye, est un athlète français spécialiste des courses de fond. Il est originaire de Cestas en Gironde et sociétaire de l'US Talence Athlétisme. Il a été détenteur du record d'Europe du 10 kilomètres du 16 novembre 2024 au 12 janvier 2025. 

## Biographie
En catégorie junior, Étienne Daguinos remporte deux titres de champion de France de cross-country, en 2018 et 2019.
Vainqueur du 5 000 mètres des championnats de France espoirs de 2020, il établit un nouveau record de France espoir du 5 kilomètres le 24 avril 2021 à Morton en 13 min 36 s. 
En 2022, il est sacré champion de France espoir du 5 km et du 5 000 m. Il participe aux Championnats d'Europe de cross-country 2022 à Turin et remporte en catégorie espoirs (U23) la médaille d'argent par équipes après s'être classé 4e de l'épreuve individuelle.
En juillet 2023, il termine deuxième du 5 000 m des championnats de France élite à Albi, devancé de près de huit secondes par Jimmy Gressier. Lors des championnats du monde de course sur route se déroulant en octobre 2023 à Riga, il se classe 6e de l'épreuve du 5 km en portant son record personnel à 13 min 25 s.
Il échoue à passer les minimas nécessaire à une qualification sur 5 000 mètres au Jeux olympiques de Paris de 2024 malgré plusieurs essais et l'utilisation de lièvres.
Le samedi 16 novembre 2024, il s'empare du record d'Europe du 10 kilomètres sur route, auparavant détenu par Jimmy Gressier, en réalisant le chrono de 27 min 04 s lors de l'Urban trail de Lille.

## Vie personnelle
Étienne Daguinos est originaire de Cestas, près de Bordeaux, où il s'entraîne avec le club de l'US Talence Athlétisme. Il effectue également parfois des stages en altitude à Font-Romeu. Il court en moyenne entre 90 et 120 kilomètres par semaine à l'entraînement. Daguinos a eu l'occasion de participer à quelques courses de trail. 
Etienne Daguinos est entraîné depuis onze ans par Emmanuelle Roux auquel s'est rajouté son compagnon Yannick Dupouy il y a quelques années.
En 2023, il a terminé sa troisième année de licence en économie et comptabilité, bien qu'il ait mis en pause ses études supérieures pour se concentrer sur la qualification aux Jeux olympiques d'été de 2024.
Lors de ses périodes de décompression, il s'entraîne aussi à vélo.

## Palmarès
| Date | Compétition                               | Lieu    | Résultat | Discipline         | Temps           |
| ---- | ----------------------------------------- | ------- | -------- | ------------------ | --------------- |
| 2022 | Championnats d'Europe de cross-country    | Turin   | 4e       | Individuel espoir  | 24 min 04 s     |
| 2022 | Championnats d'Europe de cross-country    | Turin   | 2e       | Par équipes espoir | 14 pts          |
| 2023 | Championnats du monde de course sur route | Riga    | 6e       | 5 km               | 13 min 25 s     |
| 2024 | Semi-marathon de Valence                  | Valence | 9e       | Semi-marathon      | 59 min 46 s     |
| 2024 | 10 kilomètres de l'Urbain trail de Lille  | Lille   | 1er      | 10 km              | 27 min 4 s (AR) |

| Année | Compétition                             | Lieu      | Résultat | Épreuve     | Temps       |
| ----- | --------------------------------------- | --------- | -------- | ----------- | ----------- |
| 2023  | Championnats de France de cross-country | Carhaix   | 7e       | Cross long  | 33 min 10 s |
| 2024  | Championnats de France de cross-country | Le Garric | 2e       | Cross court | 15 min 02 s |
| 2024  | 10 kilomètres des quais de Bordeaux     | Bordeaux  | 1er      | 10 km       | 27 min 49 s |

## Records
| Épreuve       | Temps           | Lieu    | Date             |
| ------------- | --------------- | ------- | ---------------- |
| 5 000 m       | 12 min 55 s 76  | Monaco  | 11 juillet 2025  |
| 5 km          | 13 min 25 s     | Riga    | 1er octobre 2023 |
| 10 000 m      | 28 min 42 s 49  | Pacé    | 3 juin 2023      |
| 10 km         | 27 min 4 s (NR) | Lille   | 16 novembre 2024 |
| 20 km         | 58 min 28 s     | Paris   | 8 octobre 2023   |
| Semi-marathon | 59 min 46 s     | Valence | 27 octobre 2024  |